# Marianopoli
Marianopoli ist eine Stadt im Freien Gemeindekonsortium Caltanissetta in der Region Sizilien in Italien mit 1553 Einwohnern (Stand 31. Dezember 2023).

## Lage und Daten
Marianopoli liegt 35 km nordwestlich von Caltanissetta. Die Einwohner arbeiten hauptsächlich in der Landwirtschaft und in der Viehzucht.
Die Nachbargemeinden sind Caltanissetta, Mussomeli, Petralia Sottana (PA) und Villalba.

## Geschichte
Die Gemeinde wurde 1726 von dem Baron Lombardo della Scala gegründet. Ihren heutigen Namen erhielt die Gemeinde 1801.

## Sehenswürdigkeiten
- Kirche San Prospero aus dem 18. Jahrhundert
- Archäologisches Museum mit Funden aus der Gegend um Marianopoli
- Ausgrabungsgebiet mit vorgeschichtlichen Nekropolen